# Top TV
Top TV é uma rede de televisão aberta comercial brasileira pertencente à Rede Mundial de Comunicações.

## História
Em 1º de junho de 2009 o Grupo Abril passou a transmitir a Ideal TV em sinal aberto digital SBTVD até a data de sua extinção em 20 de julho de 2009.
Em 23 de junho de 2011, entrou no ar o Canal Abril, canal 33 UHF digital que pertencente ao Grupo Abril e em 13 de outubro de 2011 foi renomeado para Top TV.
A emissora, pertencente a Rede Mundial de Comunicações (antiga Comunicações Brasil Sat), proprietária de emissoras como a rádio Super Rádio, Top FM e Kiss FM. O canal transmitia já há algum tempo nesse sinal digital porém em formato padrão 480i (SDTV), conhecido como standard. No dia 5 de outubro de 2012 a Top TV entrou em definitivo em HD 1080i (HDTV) para São Paulo. A frequência 33.2 passou a abrigar uma espécie de Top TV 2, transmitindo na tecnologia (padrão tradicional 4:3 e 480i). Além disso, há o sinal 1SEG, para dispositivos móveis.
Em 28 de junho de 2013, a TV Nativa fechou acordo com a Top TV. A parceria da emissora pelotense com a Rede Record se encerrou à meia-noite do dia 30 de junho.
Em 25 de janeiro de 2024 tornou-se retransmissora da Astral TV. A programadora de atrações esotéricas, que já era cliente da controladora da Top TV, pois alugava o sinal da TV Áudio, passou a dividir o canal 33 digital da Grande São Paulo com a Top TV e a Kiss TV, que continuaram sendo transmitidas normalmente sem alterações.
Em 2 de agosto de 2025, a Top TV foi substituída pela Rede Mundial em São Paulo após a Igreja Mundial do Poder de Deus arrendar a frequência do canal 33 com a substituição da Ideal TV pela X-Sports no dia 6. Com isso, a Astral TV e a Kiss TV tiveram os sinais desligados.

## Emissoras

### Geradora
| Emissora         | Cidade    | UF        | Canal | Prefixo | Operada desde |
| ---------------- | --------- | --------- | ----- | ------- | ------------- |
| Top TV São Paulo | São Paulo | São Paulo | 33    | ZYB 880 | 2011-2025     |

### Filial
| Emissora       | Cidade  | UF                | Canal   | Prefixo | Operada desde |
| -------------- | ------- | ----------------- | ------- | ------- | ------------- |
| Top TV Pelotas | Pelotas | Rio Grande do Sul | 18 (19) | ZYB 636 | 2017          |